# PopSister
『PopSister』（ポップシスター）は、2010年に角川春樹事務所より創刊されたファッション雑誌。渋谷と原宿のファッションスタイルを融合した渋谷系ミックスカジュアルをテーマとしていたファッション雑誌『SCREAM』がギャル系雑誌『Popteen』の「お姉さん版」として誌名を変えたものである。2009年に『Popteen』の増刊号として2回発行され、好評だったことから月刊化された。2011年11月号をもって休刊した。

## 概説
20〜25歳までの女性に人気のトレンド・ファッションを取り上げてきた『SCREAM』と人気モデルを軸にバラエティに富んだ情報を網羅する『Popteen』の特徴を融合した雑誌である。『Popteen』に比べて3歳年上の平均年齢20歳の女性をターゲットに、渋谷・原宿のファッションを融合したスタイルを提供する「渋原系ストリートファッション雑誌」として創刊された。
2009年4月17日（6月号）に『Popteen』の増刊号として初めて発行された。同年8月17日（10月号）に2回目の発行が行われた。この2回の発行が好評だった事から月刊化が決定し、2010年4月17日（6月号）に創刊号が発売された。増刊号と創刊号の表紙はいずれも『Popteen』の専属モデルであった益若つばさが飾った。
公式サイトは存在せず『Popteen』の公式サイトで、情報が発信されていた。2010年5月17日に携帯電話端末向けサイト「Mb Sister」が開設された。

## モデル
創刊号で益若つばさ、星野加奈、菅野結以、小森純、樋口智子、青木英李、孫暐の7人が専属モデルと発表された。登場するモデルは『Popteen』出身者が多かった。創刊号から2011年11月号まで益若が表紙を飾ったが、同年12月号に梨花が起用され、初めて専属モデル以外が表紙を飾った。
創刊された2010年に、益若が所属する芸能事務所エイジアプロモーション全面協力の下、「第2の益若つばさ」候補を探すモデルオーディションが初めて開催された。

### 専属モデル
- 益若つばさ（2010年6月号[6] - 2011年10月号[11]）
- 小森純（2010年6月号[6] - 2011年11月号[5]）
- 菅野結以（2010年6月号[6] - 2011年11月号[5]）
- 星野加奈（2010年6月号[6] - 2011年11月号[5]）
- 井上乃帆（2010年6月号[6] - 2011年11月号[5]）
- 孫暐（2010年6月号[6] - 2011年11月号[5]）
- 青木英李（2010年6月号[6] - 2011年11月号[5]）
- 秋山未来（2010年 - 2011年11月号[5]）
- 鈴木亜耶（双子姉妹モデルAMIAYAの姉）（2010年7月号[12] - 2011年11月号）
- 鈴木亜美（双子姉妹モデルAMIAYAの妹）（2010年7月号[12] -2011年11月号[5]）
- 中北成美（2011年4月号[6] - 2011年11月号[5]）